# 阿朗达斯
阿朗达斯(法语：Arandas)，是法国东部安省的一个市镇。面积 14.1平方公里，人口135，人口密度9.57人／平方公里（1999年）。

## 人口
阿朗达斯人口变化图示
| 数据来源：INSEE |